# 西西布朗 (英國國會選區)
西西布朗（英語：West Bromwich West），英國國會一自治市選區，包括英格蘭西密德蘭西米德蘭茲郡桑德韋爾都市自治市西北部。
始於1974年，本區一直是工黨的安全選區。2000年具工黨合作黨雙重黨籍、憑補選晉身議會的額屈瑞安．貝利在2010年大選中以45.0%選票勝出該區二度連任。